# Промышленность Техаса
Техас является важным промышленным регионом США, занимая лидирующие позиции в нефтегазовом, химическом и оборонном секторах. Также здесь производят самолёты, вертолёты, ракетную и космическую технику, легковые и коммерческие автомобили, промышленное оборудование, электронику и электротехнику, продукты питания и напитки, строительную и сельскохозяйственную технику.
Важное значение сохраняет сырьевой сектор, особенно добыча нефти, газового конденсата и природного газа; также в штате ведётся добыча каменного и бурого угля, лигнита, флюорита, графита, железной и марганцевой руды, гелия, известняка, гипса, глинистого сланца, серы и соли.
В Техасе базируются такие крупнейшие американские промышленные корпорации, как ExxonMobil, Chevron, Phillips 66, Valero Energy, Tesla, Dell, Caterpillar, ConocoPhillips, Schlumberger, HF Sinclair, Hewlett Packard Enterprise, Baker Hughes, Kimberly-Clark, Texas Instruments и Builders FirstSource.
С начала 2000-х годов из-за лучшего делового климата и меньшего налогообложения многие американские корпорации стали переносить свои штаб-квартиры из Калифорнии, Иллинойса и Нью-Йорка в Техас; например, в 2021 году Tesla переехала из Фримонта в Остин, в 2022 году Caterpillar переехала из Пеории в Ирвинг, в 2024 году SpaceX переехала из Хоторна в Бока-Чика, а Chevron переехала из Сан-Рамона в Хьюстон.
По состоянию на 2023 год Техас экспортировал товаров на 446,2 млрд долл., значительно обогнав расположенную на 2-м месте Калифорнию (178 млрд); основными статьями экспорта были нефть и газ (140,5 млрд), нефтяные и угольные продукты (72,9 млрд), химические продукты (56,6 млрд), компьютеры и электроника (52,7 млрд), транспортное оборудование (27,7 млрд). Крупнейшими направлениями экспорта товаров были Мексика (129,6 млрд), Канада (36,1 млрд), Китай (26,7 млрд), Нидерланды (26 млрд) и Южная Корея (21,3 млрд).

## Географическое распределение
Основные промышленные мощности сконцентрированы в четырёх крупнейших городских агломерациях штата: 
- Даллас — Форт-Уэрт
- Хьюстон
- Сан-Антонио
- Остин

За ними с большим отрывом следуют другие промышленные центры:
- Мак-Аллен
- Эль-Пасо
- Киллин — Темпл
- Корпус-Кристи
- Браунсвилл — Харлинген
- Бомонт — Порт-Артур
- Лаббок
- Уэйко
- Лонгвью
- Брайан — Колледж-Стейшен

По состоянию на 2022 год основными экспортными центрами Техаса были Хьюстон — Вудлендс — Шугар-Ленд (191,8 млрд), Корпус-Кристи (79,6 млрд), Даллас — Форт-Уэрт — Арлингтон (50,6 млрд), Эль-Пасо (36,5 млрд), Бомонт — Порт-Артур (36,4 млрд), Остин — Раунд-Рок — Джорджтаун (17,3 млрд), Сан-Антонио — Нью-Браунфелс (13,1 млрд), Ларедо (13 млрд) и Браунсвилл — Харлинген (7,9 млрд).

### Инновационные кластеры
В Техасе расположено несколько кластеров высоких технологий:
- Кремниевые холмы[англ.] (Остин) — полупроводники и биотехнологии
- Кремниевые прерии[англ.] (Даллас) — полупроводники и телекоммуникационное оборудование
  - Телеком коридор[англ.] (Ричардсон)

## Нефтегазовая промышленность
Техас является ключевым штатом в сфере добычи и переработки нефти и газа, а также в области производства нефтехимических продуктов. 
В Техасе расположены штаб-квартиры следующих корпораций:
- ExxonMobil (Спринг[англ.])[2]
  - ExxonMobil Pipeline Company (Спринг)
- Chevron (Хьюстон)[3]
- Phillips 66 (Хьюстон)[4]
- Valero Energy (Сан-Антонио)[5]
  - Valero Refining (Сан-Антонио)[6]
- ConocoPhillips (Хьюстон)[7]
  - Marathon Oil Corporation (Хьюстон)[8]
- HF Sinclair (Даллас)[9]
- Occidental Petroleum (Хьюстон)[10]
- EOG Resources (Хьюстон)[11]
- PDV America (Хьюстон) 
  - Citgo Petroleum (Хьюстон)[12]
- CVR Energy (Шугар-Ленд)[13]
  - CVR Refining (Шугар-Ленд)
- Par Pacific Holdings[англ.] (Хьюстон)[14]
- Shell USA[англ.] (Хьюстон)
  - Shell Petroleum (Хьюстон)
  - Pennzoil-Quaker State Company (Хьюстон)[15]
  - Equilon Enterprises (Хьюстон)[16]
- Motiva Enterprises[англ.] (Хьюстон)[17]
- Western Refining[англ.] (Эль-Пасо)[18]
- Tesoro Refining & Marketing (Сан-Антонио)[19]

### Нефтепереработка и нефтехимия
Крупнейшими нефтеперерабатывающими и нефтехимическими центрами штата являются Хьюстон — Тексас-Сити — Дир-Парк — Бейтаун, Бомонт — Порт-Артур, Корпус-Кристи, Эль-Пасо и Боргер — Санрей. В секторе присутствуют как американские компании (ExxonMobil, Valero Energy, Marathon Petroleum, Phillips 66, Chevron, Flint Hills Resources, Citgo, Delek US и Strategic Northern), так и международные группы (саудовская Saudi Aramco, мексиканская Pemex, нидерландская LyondellBasell, французская TotalEnergies, канадская Cenovus Energy).
Крупнейшими по мощности нефтеперерабатывающими заводами Техаса являются:
- НПЗ Marathon Petroleum в Тексас-Сити (631 тыс. баррелей в день)
- НПЗ Saudi Aramco в Порт-Артуре (630 тыс. баррелей в день)
- НПЗ ExxonMobil в Бомонте (609 тыс. баррелей в день)
- НПЗ ExxonMobil в Бейтауне (588 тыс. баррелей в день)
- НПЗ Valero Energy в Порт-Артуре (335 тыс. баррелей в день)
- НПЗ Pemex в Дир-Парке[англ.] (316,6 тыс. баррелей в день)
- НПЗ Flint Hills Resources в Корпус-Кристи (290 тыс. баррелей в день)
- НПЗ LyondellBasell в Хьюстоне (268 тыс. баррелей в день)
- НПЗ Phillips 66 в Суини[англ.] (247 тыс. баррелей в день)
- НПЗ TotalEnergies в Порт-Артуре (225 тыс. баррелей в день)
- НПЗ Valero Energy в Тексас-Сити (225 тыс. баррелей в день)
- НПЗ Valero Energy в Корпус-Кристи (205 тыс. баррелей в день)
- НПЗ Valero Energy в Санрее[англ.] (200 тыс. баррелей в день)
- НПЗ Citgo в Корпус-Кристи (157,5 тыс. баррелей в день)
- НПЗ Phillips 66 / Cenovus Energy в Боргере[англ.] (146 тыс. баррелей в день)
- НПЗ Marathon Petroleum в Эль-Пасо (122 тыс. баррелей в день)
- НПЗ Valero Energy в Хьюстоне (100 тыс. баррелей в день)
- НПЗ Chevron в Пасадине (100 тыс. баррелей в день)
- НПЗ Strategic Northern в Хьюстоне (100 тыс. баррелей в день)
- НПЗ Valero Energy в Три-Риверсе[англ.] (89 тыс. баррелей в день)
- НПЗ Delek US в Тайлере (75 тыс. баррелей в день)
- НПЗ Delek US в Биг-Спринге (70 тыс. баррелей в день)

Важное значение имеют комплексы по производству и экспорту сжиженного природного газа:
- Freeport LNG во Фрипорте[англ.]
- Rio Grande LNG[англ.] в Браунсвилле
- Texas LNG[англ.] в Браунсвилле

### Нефтегазовые услуги и оборудование
В Техасе базируются ключевые компании, которые занимаются разведкой нефти и газа, оценкой запасов, бурением и обслуживанием скважин, стимулированием добычи нефти и газа, прокладкой и обслуживанием трубопроводов, производством и обслуживанием нефтегазового оборудования (включая вышки, морские платформы, буры, насосы, генераторы, компрессоры, контрольно-измерительные приборы):
- Schlumberger (Хьюстон)[20]
  - Smith International[англ.] (Хьюстон)[21]
- Baker Hughes (Хьюстон)[22]
  - Baker Hughes Oilfield Operations (Хьюстон)
  - Baker Petrolite (Шугар-Ленд)
- Halliburton (Хьюстон)[23]
- NOV (Хьюстон)[24]
- Weatherford (Хьюстон)[25]
- ChampionX Corporation (Вудлендс)[26]
- Nabors Industries[англ.] (Хьюстон)[27]
- Oceaneering International[англ.] (Хьюстон)[28]
- DNOW (Хьюстон)[29]
- TechnipFMC (Хьюстон)[30]
- Cactus (Хьюстон)[31]
- Superior Energy Services[англ.] (Хьюстон)[32]
- Forum Energy Technologies[англ.] (Хьюстон)[33]
- Oil States International[англ.] (Хьюстон)[34]
  - Oil States Energy Services (Хьюстон)
- Epiroc Drilling Solutions[англ.] (Гарленд)
- SPM Oil & Gas (Форт-Уэрт)
- J-W Energy[англ.] (Аддисон[англ.])[35]
- Lufkin Industries[англ.] (Миссури-Сити)[36]
- SGS Petroleum Service (Пасадина)
- Modec International[англ.] (Хьюстон)[37]
- Enerflex Energy Systems[англ.] (Хьюстон)[38]

## Химическая промышленность
Крупнейшими центрами химической промышленности являются:
- Хьюстон, включая кластеры: 
  - Пасадина — Дир-Парк[англ.] — Ла-Порт[англ.]
  - Ченнелвью[англ.] — Бейтаун
  - Тексас-Сити — Ла-Марк[англ.] — Санта-Фе[англ.] — Элвин[англ.])
- Бомонт — Порт-Артур (включая кластер Сентрал-Гарденс[англ.] — Порт-Ничес[англ.])
- Корпус-Кристи (включая кластер Портленд[англ.] — Инглсайд[англ.])
- Фрипорт[англ.] — Суини[англ.] — Бей-Сити — Матагорда[англ.]
- Виктория — Порт-Лавака — Пойнт-Комфорт[англ.]
- Амарилло (включая кластер Боргер[англ.] — Санрей[англ.])
- Даллас (включая кластеры Карролтон — Ирвинг — Форт-Уэрт — Мансфилд и Тайлер)
- Биг-Спринг — Одесса
- Остин — Тейлор[англ.]

Также химические предприятия расположены в городах Эль-Пасо, Лаббок, Снайдер и Буи.
В Техасе базируются крупные химические компании:
- Westlake Corporation (Хьюстон)[39]
  - Westlake Chlor-Vinyls Corporation (Хьюстон)
  - Westlake Chemical Partners (Хьюстон)
  - Westlake Olefins (Хьюстон)
- Celanese Corporation (Ирвинг)[40]
  - Celanese Chemicals (Ирвинг)
- Chevron Phillips Chemical[англ.] (Вудлендс)[41]
  - Americas Styrenics (Вудлендс)[42]
- CNA Holdings (Ирвинг)
- Huntsman Corporation (Вудлендс)[43]
- Union Carbide (Сидрифт[англ.])[44]
- Orion Carbons (Спринг[англ.])[45][46]
- Valhi[англ.] (Даллас)[47]
  - Kronos Worldwide (Даллас)[48]
- Vibrantz Technologies (Хьюстон)[49]
- Occidental Chemical Corporation / OxyChem (Даллас)[50]
- NCH Corporation[англ.] (Ирвинг)[51]
- Ascend Performance Materials (Хьюстон)[52]
- TPC Group[англ.] (Хьюстон)[53]
- Equistar Chemicals (Хьюстон)[54]
- SI Group (Вудлендс)[55]
- Kraton Corporation (Вудлендс)[56]

Крупные химические заводы имеют в Техасе международные компании BASF (Фрипорт, Порт-Артур, Бомонт и Пасадина), Arkema (Хьюстон, Пасадина, Ла-Порт, Бомонт, Даллас и Форт-Уэрт), Ineos (Тексас-Сити, Ла-Марк, Элвин, Ла-Порт, Пасадина, Порт-Ничес, Фрипорт, Порт-Лавака, Лаббок, Снайдер и Буи), LyondellBasell (Ченнелвью, Ла-Порт, Пасадина, Элвин, Матагорда, Виктория, Корпус-Кристи, Карролтон и Мансфилд), SABIC Innovative Plastics (Хьюстон), The Linde Group (Тексас-Сити, Пасадина, Ла-Порт, Вудлендс, Бомонт, Форт-Уэрт, Суини и Тейлор), Air Liquide (Даллас, Корпус-Кристи, Инглсайд, Сентрал-Гарденс, Пасадина, Ла-Порт и Фрипорт), Kuraray (Пасадина и Ла-Порт), Solvay (Ла-Порт), Formosa Plastics Group (Пойнт-Комфорт), TotalEnergies (Порт-Артур и Ла-Порт), Shell Chemicals (Дир-Парк), Indorama Ventures (Порт-Ничес), OCI Global (Бомонт), Braskem (Ла-Порт и Фрипорт), Vopak (Ла-Порт), Yara International (Фрипорт), Evonik Industries (Ла-Порт), Clariant (Пасадина), Mitsubishi Chemical (Пасадина).

### Фармацевтическая и биотехнологическая промышленность
В штате базируется несколько крупных фармацевтических и биотехнологических компаний: Alcon (Форт-Уэрт, включая дочерние компании Alcon Vision и Alcon Laboratories), Natera (Остин), DPT Laboratories (Сан-Антонио), Fabre-Kramer Pharmaceuticals (Хьюстон), Reata Pharmaceuticals (Плейно), Bellicum Pharmaceuticals (Хьюстон), Empower Pharmacy (Хьюстон), Mission Pharmacal (Сан-Антонио), QuVa Pharma (Шугар-Ленд), Cassava Sciences (Остин) и Lexicon Pharmaceuticals (Вудлендс).
Крупные фармацевтические и биотехнологические фабрики в Техасе имеют компании Lonza Group (Пэрленд) и AbbVie (Уэйко).

## Аэрокосмическая и оборонная промышленность
Техас является ключевым штатом в области ракетно-космических и авиационных технологий, здесь разрабатывают, производят и испытывают военные самолёты и вертолёты, космические ракеты-носители, боевые ракеты, системы противовоздушной и противоракетной обороны, спутники связи, авионику, двигатели, беспилотные аппараты и другую технику, а также проводят ремонт и техническое обслуживание военной и гражданской авиатехники. В аэрокосмической и авиационной отрасли Техаса занято около 150 тыс. сотрудников.
В штате три основных центра, где сосредоточены аэрокосмические, авиационные и оборонные предприятия: Даллас — Форт-Уэрт, Хьюстон и Сан-Антонио.
Среди крупнейших компаний штата:
- Lockheed Martin Aeronautics[англ.] (Форт-Уэрт) — истребители, авиакомплектующие, радары и компоненты ракет
- Lockheed Martin Missiles and Fire Control[англ.] (Гранд-Прери) — системы противовоздушной и противоракетной обороны, тактические ракеты, системы управления огнем
- Boeing Defense, Space & Security[англ.] (Сан-Антонио, Ричардсон, Ирвинг и Пасадина) — электронные компоненты самолётов и ракет, системы наведения ракет, системы связи, ремонт и обслуживание военных самолётов
- Boeing Global Services[англ.] (Плейно) — техническое обслуживание и модернизация авиатехники
- Bell Textron (Форт-Уэрт и Амарилло) — военные вертолёты
- Airbus Helicopters[англ.] (Гранд-Прери) — гражданские вертолёты
- RTX Corporation (Мак-Кинни и Гринвилл) — космические и бортовые системы
- Collins Aerospace[англ.] (Ричардсон) — авиакомплектующие и авионика
- L3Harris Technologies (Гринвилл, Гарленд, Арлингтон, Уэйко и Карролтон) — телекоммуникационные и спутниковые системы, авионика
- Elbit Systems (Форт-Уэрт и Сан-Антонио) — детали и электронные компоненты для самолётов и вертолётов (в том числе бортовые системы связи, наведения и ночного видения), ремонт и обслуживание военных самолётов[82]
- BAE Systems (Форт-Уэрт и Остин) — авионика и системы навигации
- Leonardo DRS[англ.] (Даллас) — инфракрасные датчики и оптоэлектроника для самолётов
- Northrop Grumman (Сан-Антонио и Ирвинг) — радары, датчики, системы кибербезопасности и другая электроника
- Wesco Aircraft Hardware (Форт-Уэрт) — авиационные комплектующие и авионика[83][84]
- Армейское депо Корпус-Кристи[англ.] (Корпус-Кристи) — ремонт и обслуживание военных вертолётов
- Rolls-Royce North America[англ.] (Кингсвилл) — ремонт и обслуживание авиадвигателей
- Sikorsky Aircraft (Грейпвайн[англ.]) — ремонт и обслуживание авиатехники
- Firefly Aerospace (Сидар-Парк) — ракеты-носители и посадочные модули
- Speedcast[англ.] (Хьюстон) — спутниковые технологии
- Ultra Electronics Defense (Остин) — поисковое и навигационное оборудование[85]
- Pantex (Панхандл) — ядерные боезаряды

Крупнейшими космическими центрами являются: 
- Космический центр имени Линдона Джонсона НАСА (Хьюстон) — ракетные технологии
- Комплекс Starbase компании SpaceX (Бока-Чика) — ракетные и спутниковые технологии
- Комплекс Корн-Ранч[англ.] компании Blue Origin (Ван-Хорн) — ракетные технологии

## Автомобильная промышленность
Техас является важным центром производства автомобилей и автомобильных комплектующих; штат входит в состав так называемой Автомобильной аллеи — района сосредоточения автомобильного производства, который протянутся от канадской провинции Онтарио на севере до Мексики на юге. По состоянию на 2017 год Техас занимал второе место в США по экспорту транспортного оборудования (более 13 млрд долларов) и входил в пятёрку ведущих штатов страны по количеству предприятий автомобильной промышленности.
В 2017 году в секторе производства автомобилей было занято 27 фирм и 11,45 тыс. сотрудников; в секторе производства автомобильных кузовов и прицепов — 195 фирм и 8,67 тыс. сотрудников; в секторе производства автомобильных комплектующих — 310 фирм и 20,48 тыс. сотрудников.
В штате базируются три крупные автомобильные компании — Tesla (Остин), Toyota Motor North America (Плейно) и Peterbilt Motors (Дентон). В Техасе расположены пять больших автосборочных заводов:
- Гигафабрика Tesla в Остине
- Завод General Motors в Арлингтоне
- Завод Toyota Motor в Сан-Антонио
- Завод Peterbilt в Дентоне
- Завод Navistar в Сан-Антонио

### Производство автокомплектующих
- American Trailer World (Аддисон[англ.]) — автомобильные прицепы и платформы для тягачей[90]
- Toshiba International Corporation (Хьюстон) — двигатели и генераторы для гибридных автомобилей[91]
- Sanden International[англ.] (Уайли[англ.]) — автомобильные компрессоры и кондиционеры[92]
- Vitesco Technologies[англ.] (Сегин) — детали двигателей и трансмиссий
- Continental USA (Нью-Браунфелс) — автомобильные радары и датчики[93]
- LionsHead Specialty Tire & Wheel (Парис) — автомобильные шины и колёса

## Электронная и электротехническая промышленность
Техас является крупным производителем электроники и электротехники, в том числе компьютерной техники, телекоммуникационного и сетевого оборудования, микросхем и микроконтроллеров, бытовой электроники и электротехники, военных и гражданских радаров, электропроводки. 
Крупнейшими компаниями сектора являются:
- Dell Technologies (Раунд-Рок) — серверы, компьютеры, ноутбуки, мониторы, проекторы[94]
  - Denali Intermediate (Раунд-Рок) — компьютерные комплектующие
- Hewlett Packard Enterprise (Спринг[англ.]) — серверы, компьютеры, системы хранения данных и коммутаторы доступа[95]
- Flex (Остин) — мобильные телефоны, смарт-часы, базовые станции мобильной связи, игровые приставки, пылесосы, наушники, солнечные трекеры, системы хранения данных, автомобильная электроника, аккумуляторы, электросиловое оборудование, адаптеры и зарядные устройства[96]
- Texas Instruments (Даллас) — микросхемы для мобильных устройств и модемов, цифровые сигнальные процессоры[97]
- Encore Wire Corporation (Мак-Кинни) — кабельная продукция
- National Instruments (Остин) — автоматизированные системы тестирований и измерений[98]
- Diodes Incorporated[англ.] (Плейно) — микросхемы и другие электронные комплектующие[99]
- Powell Industries[англ.] (Хьюстон) — электротехническое оборудование и контрольно-измерительные приборы[100]
  - Powell Electrical Systems (Хьюстон) — подстанции, коммутационные устройства, системы управления двигателями, системы заземления, электрические преобразователи, выпрямители и контроллеры[101]
- Toshiba International Corporation (Хьюстон) — электротехническое и энергетическое оборудование, в том числе силовая электроника и аккумуляторы[102]
- Schneider Electric Buildings Americas (Карролтон) — электротехническое оборудование, в том числе счётчики, выключатели, вилки, розетки и кабельная продукция[103]
- Samsung Electronics America (Плейно) — микросхемы и бытовая электроника
  - Samsung Austin Semiconductor (Остин) — чипы памяти для компьютеров и серверов[104]
- Nokia Networks (Коппелл[англ.]) — телекоммуникационное оборудование
- Ericsson US (Плейно) — телекоммуникационное оборудование

В штате расположено несколько больших полупроводниковых предприятий, которые изготавливают пластины, микросхемы и приборы — заводы Samsung Semiconductor в Остине и Тейлоре; заводы Texas Instruments в Далласе, Ричардсоне и Шермане; завод NXP Semiconductors в Остине; завод Qorvo в Ричардсоне; завод GlobalWafers в Шермане; завод Tower Semiconductor в Сан-Антонио и завод X-FAB в Лаббоке. Завод компании Ericsson в Льюисвилле производит телекоммуникационное оборудование для сетей мобильной связи 5G.
В северо-западной части Хьюстона базируется большой производственный комплекс компании Foxconn, в том числе заводы Foxconn Industrial Internet и Foxconn Assembly (сборка компьютерной техники, серверов и другого оборудования для облачных вычислений и искусственного интеллекта). Также в Техасе базируются бесфабричные разработчики микросхем Cirrus Logic (Остин) и Silicon Labs (Остин), а калифорнийские бесфабричные гиганты AMD, Qualcomm, Nvidia и Broadcom, а также тайваньская MediaTek имеют в Остине большие кампусы.

## Производство промышленного оборудования
В штате производят различное промышленное оборудование, в том числе энергетическое, нефтегазовое, химическое, горнодобывающее, строительное, логистическое, металлургическое, железнодорожное, бумажное, упаковочное, пищевое, климатическое и холодильное оборудование, а также оборудование для водоснабжения и водоочистки, оборудование для фильтрации и очистки газов, сварочное оборудование. 
Крупнейшими компаниями сектора являются:
- Caterpillar (Ирвинг) — строительная и горнодобывающая техника, бурильные установки, турбины и двигатели[107]
- Lennox International (Ричардсон) — системы кондиционирования и вентиляции воздуха, нагрева и охлаждения воды[108]
- Flowserve Corporation[англ.] (Ирвинг) — насосы, турбины, клапаны, уплотнители, краны и системы автоматизации[109]
- Trinity Industries[англ.] (Даллас) — железнодорожные вагоны и цистерны, баржи для перевозки сыпучих грузов, резервуары для перевозки газов, жидкости и химикатов[110]
- Dresser-Rand Group[англ.] (Хьюстон) — нефтегазовое и энергетическое оборудование, в том числе компрессоры, паровые турбины, дизельные и газовые двигатели, защитные клапаны и модульные электроподстанции[111]
- Mitsubishi Logisnext Americas[англ.] (Хьюстон) — вилочные погрузчики и складское оборудование[112]
- Kubota North America Corporation (Грейпвайн[англ.]) — сельскохозяйственная, строительная и коммунальная техника, газонокосилки и промышленные двигатели[113]
- Alamo Group (Сегин) — сельскохозяйственная, лесная, строительная и коммунальная техника[114]
- Daikin Comfort Technologies North America[англ.] (Уоллер[англ.]) — системы кондиционирования, вентиляции и отопления воздуха, в том числе тепловые насосы и газовые печи[115]
- The ESAB Group (Дентон) — сварочное оборудование, плазменные резаки и оборудование для зачистки металла
- CECO Environmental[англ.] (Аддисон[англ.]) — оборудование для очистки промышленных газов и воды, приборы для контроля выбросов[116]
- Toshiba International Corporation (Хьюстон) — электромоторы и приводы
- Hilti North America (Плейно) — электроинструменты, шлифовальные машины, буровое оборудование, дрели и пилы
- Komatsu (Лонгвью) — строительная и горнодобывающая техника
- Sulzer Pumps US (Пасадина) — насосы и другое нефтегазовое оборудование
- GE Vernova (Хьюстон) — газовые турбины для энергетики и оборудование для нефтегазовой отрасли
- Safety-Kleen Systems[англ.] (Плейно) — оборудование для чистки и мойки деталей
- Tokyo Electron (Остин) — оборудование для производства микросхем и дисплеев[117]
- Stewart & Stevenson[англ.] (Хьюстон) — нефтегазовое, химическое, энергетическое и строительное оборудование, в том числе насосы, смесители, буровые установки, дизельные генераторы и железнодорожные тягачи

## Пищевая промышленность
Техас входит в число лидеров в сфере переработки курятины, говядины, свинины, баранины, козлятины, конины, рыбы, зерновых, бобовых и масличных культур, овощей и фруктов, сахарного тростника. В штате производят охлаждённое мясо, мясные и молочные продукты (в том числе сосиски, колбасы, ветчину, сыр и йогурт), хлебобулочные, макаронные и кондитерские изделия, растительное масло (в том числе арахисовое), снэки, соусы, прохладительные напитки, цитрусовые и овощные соки, пиво и вино, сахар и корма для животных.
- Darling Ingredients (Ирвинг) — ингредиенты и добавки (включая масла, белки, коллаген) для производства продуктов питания, комбикормов, удобрений, лекарств и биотоплива[118]
- Keurig Dr Pepper (Фриско) — прохладительные напитки, соки, сиропы, концентраты, кофе и чай[119]
  - The American Bottling Company[англ.] (Фриско) — прохладительные напитки
- Frito-Lay (Плейно) — чипсы, сырные палочки, луковые кольца, крендели, сухарики, попкорн и солёные орешки[120]
- Mission Foods[англ.] (Ирвинг) — лепёшки, чипсы и кукурузная мука
- Reddy Ice[англ.] (Даллас) — упакованный лёд[121]
- C.H. Guenther & Son (Сан-Антонио) — мука, хлебобулочные и замороженные продукты, приправы и соусы[122]
- Teasdale Foods (Карролтон) — консервированные бобы, кукурузные каши, супы и соусы, а также салаты и чипсы[123]
- Vital Farms[англ.] (Остин) — яйца и сливочное масло[124]
- Whole Earth Brands (Шугар-Ленд) — подсластители на растительной основе и усилители вкуса
- Pabst Brewing[англ.] (Сан-Антонио) — пиво и солодовый ликёр
- Riviana Foods[англ.] (Хьюстон) — рис и макаронные изделия[125]
- Borden Dairy[англ.] (Даллас) — молоко, эгг-ног, сливки, сметана, творог, соусы, соки и напитки
- Bridgford Industries (Даллас) — хлебобулочные, кондитерские и мясные изделия[126]
- Ruiz Foods[англ.] (Фриско) — замороженные продукты, в том числе блинчики с начинкой

## Личные и хозяйственные товары
- Kimberly-Clark (Ирвинг) — подгузники, гигиенические прокладки, туалетная бумага, бумажные полотенца и салфетки, мыло и антисептики[127]
- Helen of Troy[англ.] (Эль-Пасо) — увлажнители и очистители воздуха, водяные фильтры, обогреватели, вентиляторы, кухонная утварь, чистящие и моющие средства, контейнеры для воды и еды, фены и щётки для волос, гели и шампуни, офисные принадлежности, рюкзаки[128]
- YETI Holdings[англ.] (Остин) — товары для туризма и отдыха, в том числе походные холодильники, термосы, термокружки, рюкзаки и одежда[129]
- Mary Kay (Аддисон[англ.]) — косметика, парфюмерия и средства гигиены[130]
- Solo Brands (Грейпвайн[англ.]) — товары для туризма и отдыха, в том числе лодки, доски для гребли, походные печи и одежда[131]
- Handgards (Эль-Пасо) — хозяйственные перчатки, фартуки и шапочки, пищевые плёнки и контейнеры, многоразовые пакеты и сумки, палочки для еды, зубочистки и шпажки[132]

## Производство стройматериалов
Техас занимает лидирующие позиции в производстве цемента, бетона, железобетонных конструкций, извести, асфальта, песка, щебня, гравия и глины; имеет значительные мощности по производству досок, бруса, древесно-стружечных плит, гипсокартона, напольных и кровельных материалов, дверей и окон, тепло- и гидроизоляционных материалов, пластиковых труб и фитингов, красок, лаков, клеев и герметиков.
- Builders FirstSource[англ.] (Ирвинг) — пиломатериалы, деревянные панели, окна, двери, лестницы, террасы, беседки, внешняя облицовка фасадов, кровельные и напольные материалы, изоляционные материалы, гипсокартон, мебель, инструменты, клеи и герметики[133]
- Westlake Corporation (Хьюстон) —  искусственный камень, внешняя облицовка фасадов, кровельные материалы, металлопластиковые окна, пластиковые трубы и фитинги, строительные смеси[39]
  - Westlake Royal Roofing (Хьюстон)
  - Westlake Pipe & Fittings (Хьюстон)
- Cemex (Хьюстон) — цемент и бетон[134]
- Heidelberg Materials (Ирвинг) — цемент и бетон
- Trinity Industries[англ.] (Даллас) — бетон, заполнители, балки и фермы для строительства мостов
- Eagle Materials[англ.] (Даллас) — цемент, бетон, заполнители, гипс и гипсокартонные плиты[135]
- Forterra (Ирвинг) — бетонные трубы и сборные железобетонные изделия, в том числе конструкции мостов и водопроводов, дренажные системы[136][137]
- U.S. Silica Holdings (Кейти[англ.]) — песчаный пропант, глина и кремнезём[138]
- U.S. Concrete[англ.] (Юлисс[англ.]) — бетон, заполнители и бетонные блоки[139]
- Quanex Building Products (Хьюстон) — пластиковые компоненты для производства окон и дверей, компоненты для ванных комнат, столярные изделия и герметики[140]
- Wilsonart[англ.] (Темпл) — ламинат и другие композитные материалы для производства мебели и столешниц, оформления офисов и магазинов[141]
- Atrium Windows and Doors (Даллас) — металлопластиковые окна и двери[142]
- CSW Industrials (Даллас) — комплектующие для производства кондиционеров, обогревателей, сантехники и электротехники, противопожарные и сейсмические системы, датчики дыма, алюминиевые и стеклянные ограждения, смазочные материалы[143]
- Overhead Door Corporation (Льюисвилл) — гаражные ворота и автоматические двери[144].
- Master Halco (Даллас) — заборы, сетчатые ограждения, настилы, перила и автоматические ворота[145]
- American Bath Group (Арлингтон) — товары для ванных комнат, включая душевые кабинки, гидромассажные ванны и другая сантехника

## Металлургия и металлообработка
В Техасе производят чёрные и цветные металлы, сплавы и металлические изделия (включая трубы, слитки, прутки) для производства стройматериалов, автомобилей, электроники, нефтегазового и энергетического оборудования, а также для аэрокосмической и оборонной отрасли.
- CMC[англ.] (Ирвинг) — арматура и другие металлоизделия для строительной отрасли[146]
- ATI[англ.] (Даллас) — титановые, никелевые, кобальтовые и вольфрамовые сплавы, нержавеющая сталь, цирконий, гафний и ниобий[147]
- AZZ (Форт-Уэрт) — материалы для обработки и покрытия металлов, в том числе для цинкования, анодирования и гальванизации[148]
- Maverick Tube Corporation (Хьюстон) — стальные трубы для транспортировки нефти и газа[149]
- Bodycote USA[англ.] (Даллас) — металлические изделия для аэрокосмической, нефтегазовой, автомобильной и строительной промышленности
- Friedman Industries (Лонгвью) — плоский прокат и трубы[150]
- Spitzer Industries (Хьюстон) — стальные конструкции для нефтегазовой промышленности[151]
- IPSCO Tubulars (Хьюстон) — стальные трубы для транспортировки нефти и газа[152]

Крупнейшие металлургические заводы принадлежат компаниям Steel Dynamics (Синтон), ArcelorMittal Texas HBI (Портленд), JSW Steel (Бейтаун) и Friedman Industries (Синтон); крупнейшие трубные заводы принадлежат компаниям Tenaris (Бей-Сити), U.S. Steel (Лоун-Стар), Friedman Industries (Лоун-Стар) и Hailiang Group (Сили).

## Медицинское оборудование
В секторе медицинского оборудования, приборов и расходных материалов лидируют компании Integer Holdings (Плейно), Omnicell (Форт-Уэрт), Hanger (Остин) и Orthofix Medical (Льюисвилл).

## Текстильная и швейная промышленность
В Техасе имеются значительные мощности по первичной обработке хлопка, шерсти и шкур; здесь производят хлопчатобумажные и шерстяные ткани, готовую одежду и обувь, рабочую спецодежду и служебную униформу, спортивные и туристические товары, купальники, различные аксессуары (сумки, кошельки, ремни, перчатки, головные уборы и галстуки).
Крупнейшими компаниями сектора являются:
- Fossil Group[англ.] (Ричардсон)[157]
- Haggar Clothing (Даллас)[158]
- Bio World Merchandising (Ирвинг)[159]
- Hat Brands Holding (Гарленд)[160]
- Arena Brands (Гарленд)[161]
- RHE Hatco (Гарленд)[162]
- Justin Brands (Форт-Уэрт)[163]
- Lucchese (Эль-Пасо)[164]
- Muncaster Capital of Texas (Эннис)[165]

## Деревообрабатывающая и бумажная промышленность
В штате имеются производственные мощности по переработке древесины и макулатуры, а также по производству картонной и бумажной упаковки. Крупнейшими компаниями отрасли являются Smurfit Kappa North America (Ирвинг) и Tetra Pak Inc. (Дентон).